# Michio Ui
Michio Ui (em japonês:  宇井 理生, Ui Michio; Tóquio, 20 de fevereiro de 1933 é um bioquímico japonês.
Recebeu o Prêmio Paul Ehrlich e Ludwig Darmstaedter de 1991.